# Plumularia corrugatissima
Plumularia corrugatissima is een hydroïdpoliep uit de familie Plumulariidae. De poliep komt uit het geslacht Plumularia. Plumularia corrugatissima werd in 1915 voor het eerst wetenschappelijk beschreven door Mulder & Trebilcock. 